# Kim Magnusson (Filmproduzent)
Kim Magnusson (* 29. September 1965 in Charlottenlund, Gentofte Kommune, Dänemark) ist ein dänischer Filmproduzent, der bei der Oscarverleihung 1999 und der Oscarverleihung 2014 den Oscar für den besten Kurzfilm erhielt und weitere drei Mal für diesen Preis nominiert war.

## Biografie
Magnusson begann bereits 1986 als Produzent von Kurzfilmen und gründete 1995 mit seinem Vater Tivi Magnusson die Filmproduktionsgesellschaft M&M Productions, mit der er bis heute über 100 Filme, aber auch Folgen von Fernsehserien wie Mr. Poxycat & Co., Kommissar Beck – Die neuen Fälle und Maria Wern produzierte.
Bei der Oscarverleihung 1997 wurde er zusammen mit Anders Thomas Jensen erstmals für Ernst und das Licht (Ernst & lyset, 1996) für den Oscar für den besten Kurzfilm nominiert. Eine weitere Nominierung für diesen Oscar folgte mit Anders Thomas Jensen 1998 für Wolfgang, ehe er mit Anders Thomas Jensen 1999 den Oscar für den besten Kurzfilm für Wahlnacht (1998) erhielt.
Ebenfalls 1999 gewann Magnusson mit David Korda, Rolf Deyhle und Rudy Cohen den Daytime Emmy Award für den Kinderfilm Die Insel in der Vogelstraße nach dem gleichnamigen Buch von Uri Orlev. Außerdem erhielt er 1999 den Night Dreamer Award des dänischen NatFilm Festival.
Zusammen mit seinem Vater wurde Magnusson 2001 für den Robert-Filmpreis für den besten Film für Blinkende lygter (2000) nominiert. Zuletzt erfolgte bei der Oscarverleihung 2007 eine weitere Nominierung für den Oscar für den besten Kurzfilm und zwar diesmal mit Søren Pilmark für Helmer & Søn (2006). Im Jahr 2014  gewann er zusammen mit seinem Kollegen Anders Walter in der Kategorie Bester Kurzfilm einen Oscar für den Film Helium.
Weitere bekannte von ihm und seinem Vater produzierte Filme waren Dänische Delikatessen (2003), Nói Albínói (2003), Faustrecht (Ondskan, 2003) sowie Adams Äpfel (2005).
Magnusson ist mit der Filmproduzentin Rebecca Pruzan verheiratet.

## Filmografie

### Als Produzent
- 1995: Ernst und das Licht (Ernst & lyset)
- 1995: Wolfgang
- 1998: Albert und der große Rapollo (Albert)
- 1999: Wahlnacht (Valgaften)
- 2000: Blinkende Lichter (Blinkende lygter)
- 2003: Dänische Delikatessen (De Grønne slagtere)
- 2014: Helium (Kurzfilm)
- 2015: Men & Chicken (Mænd & Høns)
- 2021: On My Mind (Kurzfilm)
- 2022: Ridder Lykke (Kurzfilm)
- 2023: Ivalu (Kurzfilm)

### Als ausführender und mitausführender Produzent
- 1995: Operation Cobra
- 1997: Die Insel in der Vogelstrasse (The Island on Bird Street)
- 1998: Tempo
- 2002: Tusenbröder
- 2002: Semana Santa
- 2003: Faustrecht (Ondskan)
- 2004: Terkel in Trouble (Terkel i knibe)
- 2003: Olsenbanden Junior går under vann
- 2004: Olsenbanden Junior på rocker'n
- 2004: Pusher II
- 2005: Adams Äpfel (Æbler Adams)
- 2005: Der schönste Tag (Den store dag)
- 2005: Morgen, Findus, wird’s was geben (Pettson och Findus 3: Tomtemaskinen)
- 2005: SOS – Petter ohne Netz ("Venner for livet)
- 2006: Helmer & Søn als ausführender Produzent
- 2006: Ghosts of Cité Soleil
- 2006: Johnny Was - The last Days of a Good Guy (Johnny Was)
- 2006: Supervoksen
- 2006: Der Tote aus Nordermoor (Mýrin" - Island)
- 2006: Das Genie und der Wahnsinn (Sprængfarlig bombe)
- 2006: Der verlorene Schatz der Tempelritter (Tempelriddernes skat)
- 2006–2007: Kommissar Beck – Die neuen Fälle (Beck, 8 Folgen)
- 2007: Der verlorene Schatz der Tempelritter II
- 2007: Den sorte Madonna
- 2007: Kollegiet
- 2007: Til Doden og Skiller
- 2008: Frode og von Andre Rodda
- 2008: Maria Wern, Kripo Gotland - Das Geheimnis der toten Vögel (Maria Wern - Främmande fågel, 4 Folgen)
- 2008: Kærestesorger
- 2008: Der verlorene Schatz der Tempelritter III: Das Geheimnis der Schlangenkrone
- 2009: Karla og Katrine
- 2009: Kærestesorger
- 2009: Headhunter
- 2009: Sound of Noise
- 2009: Das Ende der Welt (Ved verdens ende)
- 2010: Parterapi
- 2010: The Trouble with Terkel
- 2010: Die Olsenbande in feiner Gesellschaft (Olsen Banden på de bonede gulve)
- 2012: 9 meter (Kurzfilm)
- 2014: Encounters

### Darsteller
- 1980: Kvindesind als  Allan
- 2006: Världarnas bok als Hamid